# Lampetis landeri
Lampetis landeri es una especie de escarabajo del género Lampetis, familia Buprestidae. Fue descrita científicamente por Akiyama & Ohmomo en 1994.